# Gabriele Matricciani
Gabriele Matricciani (Pineto, 4 settembre 1951) è un allenatore di calcio ed ex calciatore italiano, di ruolo difensore.

## Caratteristiche tecniche
Matricciani era un terzino sinistro molto veloce, abile sia in fase di marcatura che negli sganciamenti offensivi.

## Carriera

### Giocatore
Cresciuto nel Teramo, esordisce in Serie C nel 1972-1973 con il Modena, dove rimane fino al 1977 giocando 149 partite in cinque campionati (tre di Serie C e due di Serie B, tra il 1975 e il 1977), e contribuendo con 5 reti in 37 partite alla promozione del 1975. Nella serie cadetta gioca 45 partite con una rete.
Si trasferisce quindi al Piacenza, dove ottiene due quarti posti in terza serie, giocando da titolare nel ruolo di terzino sinistro. Nel 1979 passa al Francavilla, neopromosso in Serie C1, e vi rimane per tre stagioni, fino al 1982, quando va a chiudere la carriera come allenatore-giocatore nella Rosetana.

### Allenatore
Ha diretto per anni varie squadre in Serie D ed Eccellenza: dopo l'esordio nella Rosetana, allena Pineto, Avezzano, Mosciano, Monturanese, Montegranaro, Civitanovese (in Serie C2) e Vis Stella.
Nel 1996 entra nel settore giovanile della Sambenedettese, di cui diventa formalmente primo allenatore nel 2002 avendo come vice Stefano Colantuono, che in realtà è il tecnico titolare. Nella stagione 2003-2004 la coppia esordisce in Serie B, sulla panchina del Catania, altra squadra di proprietà della famiglia Gaucci.
In seguito, come secondo di Colantuono, dirige il Perugia, l'Atalanta, il Palermo ed infine dalla stagione 2009-2010 il Torino in Serie B. Nell'estate 2010, dopo otto anni, interrompe la collaborazione con Colantuono, e ricopre l'incarico di allenatore della Rappresentativa regionale dilettanti F (Emilia-Romagna, Marche, Abruzzo e Molise). Nell'estate 2012 viene scelto come vice da Tiziano De Patre nel Chieti, compagine abruzzese militante in Lega Pro Seconda Divisione. Collabora con De Patre anche nella sua seconda esperienza al Chieti, nel campionato 2013-2014, e poi dal luglio 2015 alla Sambenedettese. La seconda esperienza con i rossoblù dura poche settimane, poiché De Patre e tutto lo staff vengono sostituiti a seguito del cambio di proprietà della società. Nel 2018 è direttore tecnico alla Rosetana in Promozione.

## Palmarès

### Giocatore

#### Competizioni nazionali
- Serie C: 1

Modena: 1974-1975

#### Competizioni regionali
- Promozione: 1

Rosetana: 1982-1983